# Татарская улица (Томск)
Тата́рская у́лица — улица в Томске. Пролегает от Источной улицы до Базарного переулка.

## История

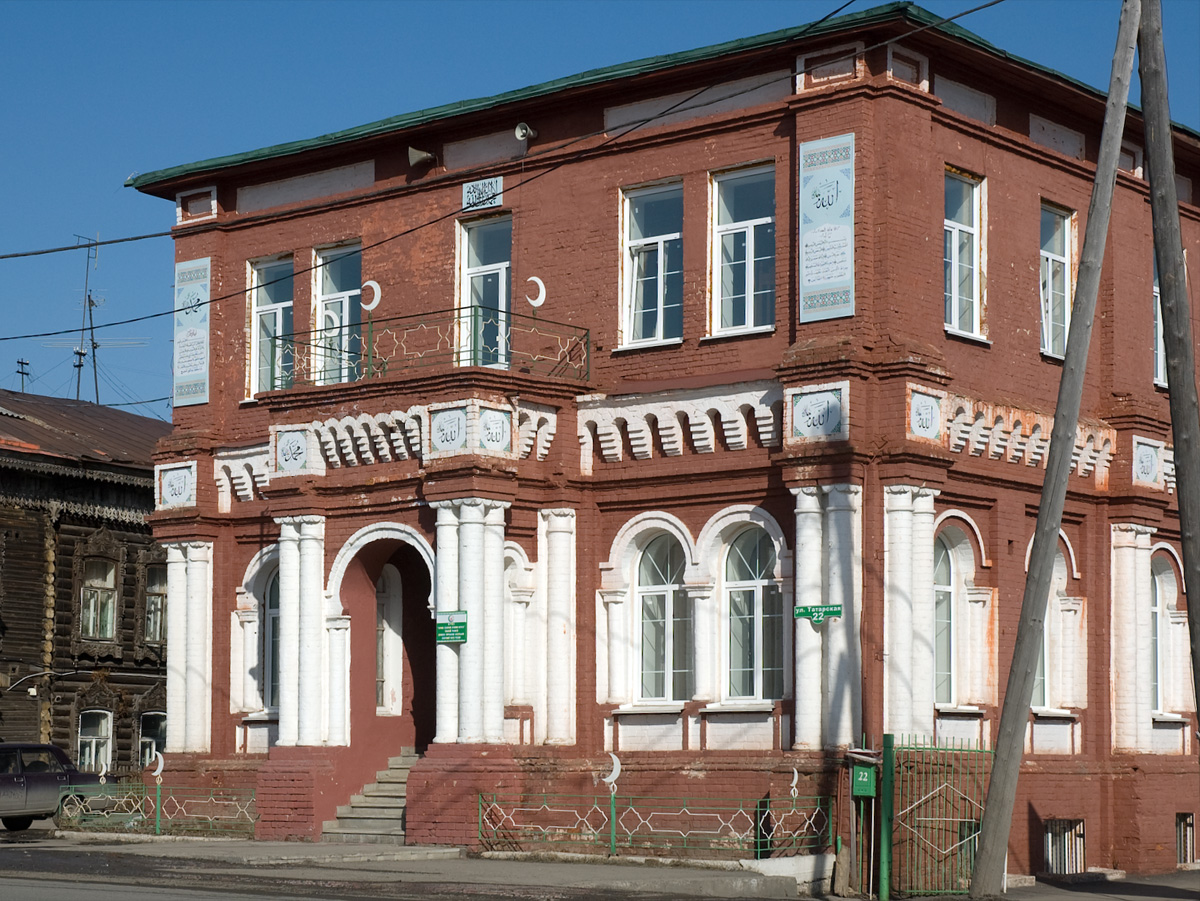
Улица Татарская, дом N°22. «Красная мечеть» (до реставрации).

Одна из немногих улиц Томска, сохранившая своё название со времен первого упоминания (1853). Названа по преобладающей национальности местного населения. Окрестная местность издавна называется Заисточьем (Татарской слободой).
В доме № 14 располагалась редакция мусульманской газеты «Сибирия». 
В целом улица имела торгово-ремесленный характер, здесь находились булочная-кондитерская, мясная лавка, продажа чая и сахара, работало множество портных, несколько модных салонов, часовых дел мастер и ювелир, две прачечные.

## Красная мечеть
Основная статья: Красная мечеть
В 1901 году была заложена мечеть - Первая Томская соборная мечеть - на месте прежней сгоревшей деревянной. Мечеть, оконченная постройкой в 1904 году, по строительному материалу её стен (кирпич) получила название «Красная». Мечеть вмещала до 1600 молящихся.
В 1931 году мечеть была закрыта, в помещении открыли клуб «Нацмен». В 1942 году помещение переоборудовали под ликёро-водочный завод, в 1986 году преобразованный в завод пищевых продуктов «Томский». К этому периоду были утрачены минареты и купол. 
В 1990 году в бывшей мечети решено было открыть музей, а в 2001 году помещение было передано мусульманской общине. В марте 2015 года закончено восстановление мечети по старинным чертежам.

## Достопримечательности

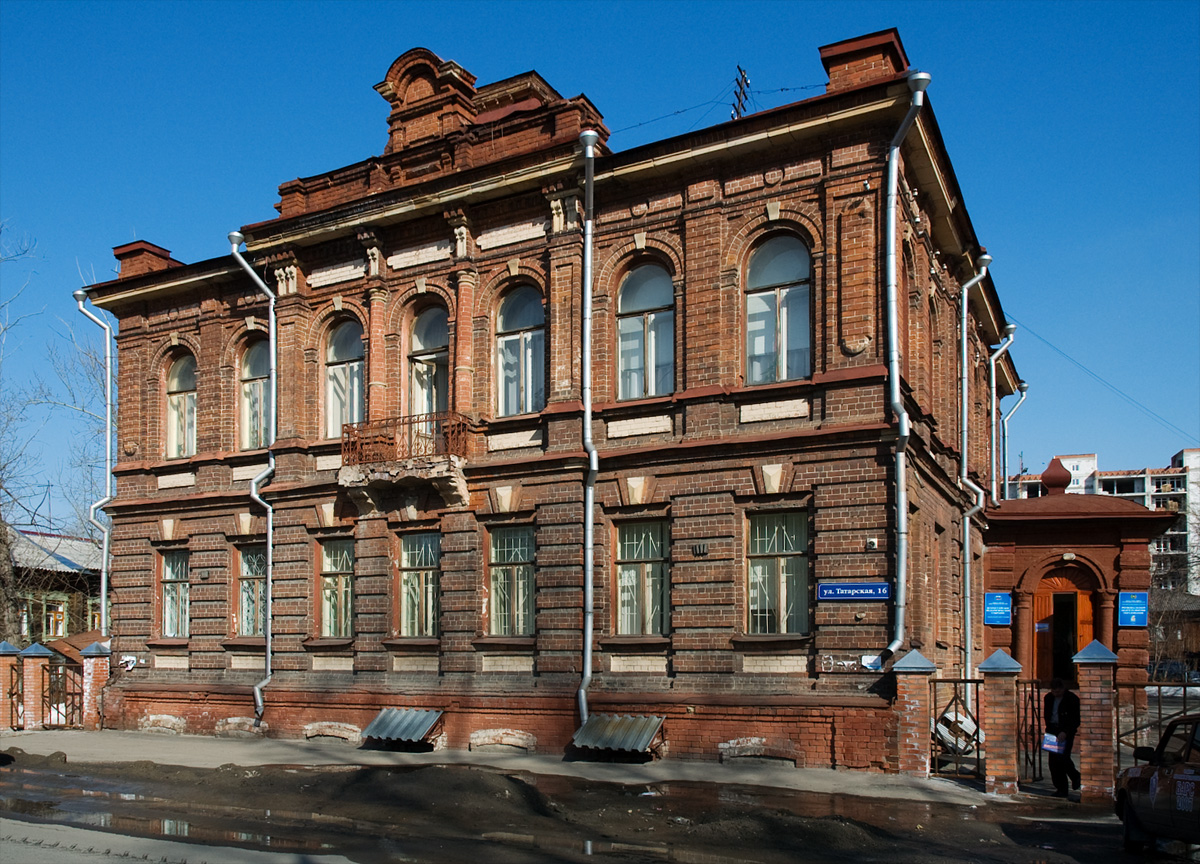
Дом № 16.

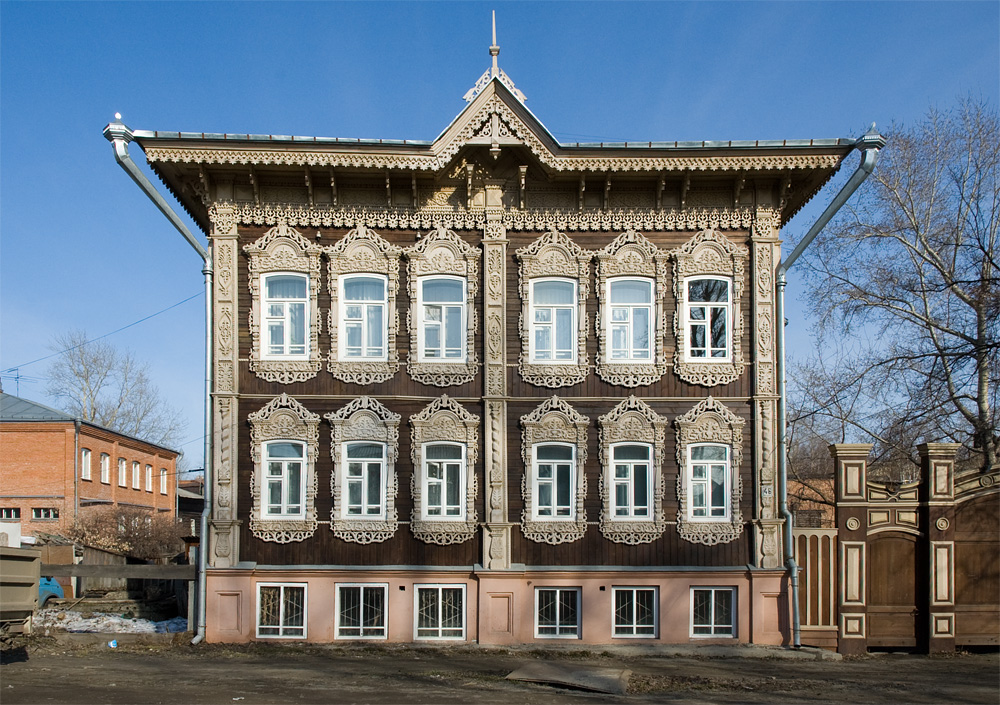
Дом № 46.

- Дом № 2 — жилой дом (конец XIX века),  памятник архитектуры № 7000221000;

- Дом № 3 — жилой дом (конец XIX века),  памятник архитектуры № 7000222000;

- Дом № 3а — жилой дом (конец XIX века),  памятник архитектуры № 7000223000;

- Дом № 6 — жилой дом (начало XX века),  памятник архитектуры № 7000224000;

- Дом № 9 — жилой дом (конец XIX века),  памятник архитектуры № 7000225000;

- Дом № 11 — жилой дом (конец XIX века),  памятник архитектуры № 7000225000;

- Дом № 20 — жилой дом (конец XIX века),  памятник архитектуры № 7000225000;

- Дом № 24 — Красная мечеть
- Дом № 25 — жилой дом (начало XX века),  памятник архитектуры № 7000228000;

- Дом № 29 — жилой дом (конец XIX века),  памятник архитектуры № 7000229000;

- Дом № 31 — усадьба (конец XIX века),  памятник архитектуры № 7000230000;

- Дом № 35 — жилой дом (конец XIX века),  памятник архитектуры № 7000231000;

- Дом № 39 — жилой дом (конец XIX века),  памятник архитектуры № 7000232000;

- Дом № 40 — жилой дом (конец XIX века),  памятник архитектуры № 7000233000;

- Дом № 46 — бывший дом Ахмедуллы Ахметова.